# Evariste Sob Dibo
Evariste Sob Dibo (ur. 27 grudnia 1968 w Abodo) – piłkarz z Wybrzeża Kości Słoniowej występujący na pozycji pomocnika.

## Kariera klubowa
Dibo seniorską karierę rozpoczynał w 1988 roku w rezerwach francuskiego FC Martigues. W 1989 roku trafił do FC Grenoble z Division 2. W 1990 roku spadł z nim do Division 3, ale rok później wrócił do Division 2. W 1992 roku ponownie spadł z zespołem z tej ligi. W 1993 roku przeniósł się do innego klubu Division 3, AC Ajaccio, gdzie spędził rok.
W 1994 roku Dibo odszedł do tureckiego Adana Demirsporu z 1. Lig. Po roku spędzonym w tym klubie, przeszedł do duńskiego pierwszoligowca, Vejle BK. Przez rok w jego barwach zagrał 5 razy.
W 1996 roku Dibo wyjechał do Portugalii, by grać w tamtejszym beniaminku Primeira Liga, Rio Ave FC. Jego barwy reprezentował przez 2 lata. Potem grał w Sportingu Braga, a w 2000 roku odszedł z tego klubu.

## Kariera reprezentacyjna
W reprezentacji Wybrzeża Kości Słoniowej Dibo zadebiutował w 1993 roku. W 1998 roku został powołany do kadry na Puchar Narodów Afryki. Zagrał na nim w meczach z Namibią (4:3), RPA (1:1) oraz Angolą (5:2). Tamten turniej drużyna WKS zakończyła na ćwierćfinale.
W latach 1993–1998 w drużynie narodowej rozegrał łącznie 13 spotkań.